# Cratere Irkalla
Irkalla è un cratere sulla superficie di Ganimede.